# Артуро Тосканіні
Арту́ро Тоскані́ні (італ. Arturo Toscanini, МФА: [arˈtuːro toskaˈniːni]; 25 березня 1867, Парма, Емілія-Романья, Королівство Італія — 16 січня 1957, Нью-Йорк, США) — видатний італійський оперний диригент, віолончеліст. Працював у таких операх, як Театро Реджіо, Ла Скала та Метрополітен, а також у 1927—1936 роках працював головним диригентом Нью-Йоркського філармонічного оркестру. Окрім того диригував на відомих музичних фестивалях у Байройті у 1930—1931 роках, Зальцбурзі у 1934—1937 роках, Люцерні у 1938—1939 роках.
Найбільшого успіху Тосканіні досяг у період з 1937 року до 1954 року, який він провів у складі Симфонічного оркестру NBC. Він заснував свій власний фестиваль в Лондоні, що працював у 1935—1939 роках. Один із засновників Ізраїльського філармонічного оркестру. За часів фашистської влади в Італії Тосканіні критикував можновладців і був переконаним антифашистом.

## Біографія

### Перші роки
Артуро Тосканіні народився 25 березня 1867 року в місті Парма у родині кравця. У дев'ять років він був прийнятий у місцеву Королівську музичну школу. Юнак займався у класах віолончелі, фортепіано та композиції. Вже в одинадцять років Артуро одержав стипендію, а коли йому виповнилося тринадцять років почав виступати як професійний віолончеліст. У 1885 році, у 18-літньому віці, хлопець з відзнакою закінчив консерваторію та був прийнятий в одну з оперних труп як віолончеліст і помічник хормейстера.
За час перебування Тосканіні у трупі, вони провели один з зимових сезонів у Бразилії. Там же, у південноамериканській країні він розпочав свою кар'єру диригента, яка продовжувалася близько 70-ти років. 25 червня 1886 року на виступі у Ріо-де-Жанейро через суперечки між постійним диригентом трупи, менеджерами, а також публікою, молодому Тосканіні довелося встати за диригентський пульт під час виконання опери «Аїда», написаної Джузеппе Верді. До кінця туру він провів з пам'яті 26 виступи та 11 опер.

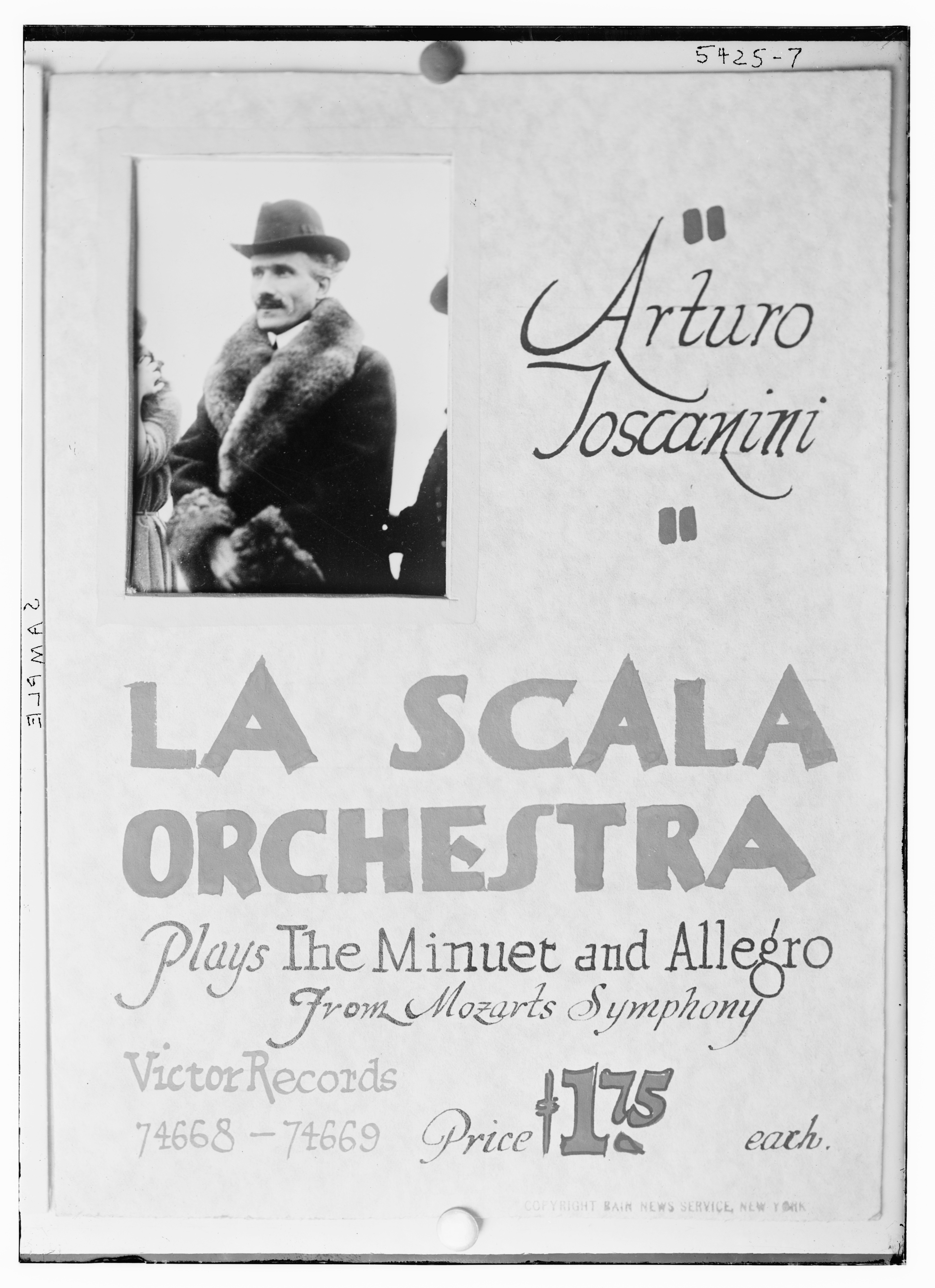
Афіша до виступу Тосканіні у Ла Скалі з уривком з симфонії Моцарта

### Початок кар'єри
У 1886 році перший італійський ангажемент Тосканіні одержав у Турині, де став головним диригентом Театро Реджіо. Там він провів декілька виступів з операми Ріхарда Вагнера — «Валькірія», «Загибель богів», «Трістан та Ізольда», а також кілька вельми успішних оркестрових концертів. У 1896 році Артуро запросили диригувати на прем'єрі виконанням опери «Богема», Джакомо Пуччіні. Протягом наступних 12 років випускник пармської музичної школи диригував у двадцяти італійських містах, поступово стаючи все більш популярним. Так у 1892 році він провів прем'єру опери «Паяци», написан Руджеро Леонкавалло у столиці королівства — Мілані.
Наступного, 1897 року, Артуро Тосканіні одружився з дочкою міланського банкіра Карле де Мартіні. Від цього шлюбу народилося четверо дітей, але один син помер ще у дитинстві.
Протягом наступних 15 років Тосканіні був провідним диригентом міланського театру Ла Скала. З 1898 року по 1903 рік він паралельно працював у театрах Буенос-Айреса. Вже у черговому сезоні, у 1904 році, через незгоду з художньою політикою «Ла Скали» Артуро Тосканіні покинув театр. Однак, потім, у 1906 році, повернувся туди ще на два роки. У 1908 році італійський диригент втрапив у черговий конфлікт з керівництвом і покинув Мілан.

### Сполучені Штати

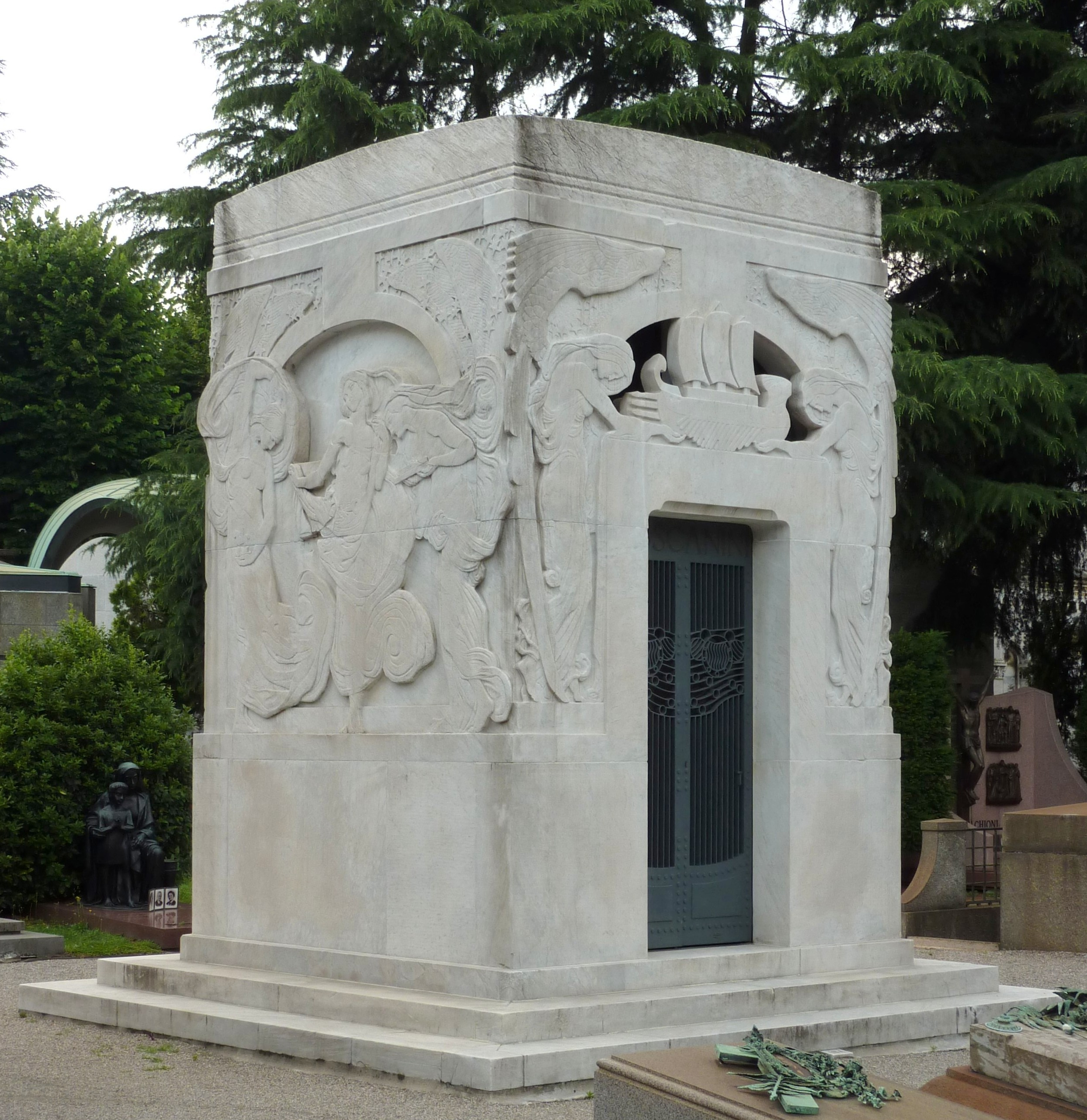
Могила Тосканіні на Монументальному кладовищі

Після того, як музикант покинув Італію, він у перший раз приїхав у Сполучені Штати Америки, де протягом семи рокі, у 1908—1915 роках, був диригентом Метрополітен-опера. Із приходом Тосканіні у Нью-йоркському оперному театрі почалася нова ера історії, що позначилася приходом таких відомих співаків, як Енріко Карузо, Джеральдіна Фаррар тощо. У 1915 році він провів прем'єру опери Джакомо Пуччіні — «Дівчина з Заходу». Того ж року він дебютував у Штатах як симфонічний диригент. Однак, через якийсь час видатний диригент вже у новому театрі виразив незгоду з художньою політикою та у 1915 році, покинувши Нью-Йорк, повернувся до Італії. Там по завершенні Першої світової війни Тосканіні знову став головним диригентом Ла Скали. Період роботи Артуро Тосканіні у Мілані, у 1921—1929 роках, вважається епохою найбільшого розквіту театру. У Ла Скалі він реформував оркестр і взяв його дна турне по США, під час якого музиканти провели 67 концертів за 77 днів й італійський тур, в якому Тосканіні керував 38 концертами за 56 днів.
У 1927 році Артуро Тосканіні став головним диригентом Нью-Йоркського філармонічного оркестру, з яким виступав протягом двох попередніх сезонів як гастролер. 1930 року він поїхав з оркестром у перше турне по Європі. Коли до влади в італійському королівстві прийшла Національна фашистська партія, яку критикував Тосканіні через свої антифашистські погляди.
У Нью-Йоркському оркестрі маестро пропрацював до 1936 року, після 11 проведених сезонів. У Європі він двічі у 1930 та 1931 роках диригував на байройтських фестивалях, присвячених Ріхарду Вагнеру, а також на зальцбурзькому фестивалі у 1934—1937 роках. Заснував свій власний фестиваль в Лондоні, що працював у 1935—1939 роках і диригував також на фестивалі у Люцерні у 1938—1939 роках. У 1936 році він сприяв організації Палестинського симфонічного оркестру (нині Ізраїльський філармонічний оркестр).
У 1937 році був запрошений NBC проводити великі концерти в Америці з новим симфонічним оркестром спеціально створеним для цієї мети. Вони провели 17 сезонів радіоконцертів із Симфонічним оркестром Нью-Йоркського радіо. 1940 рік із цим оркестром він здійснив турне по Південній Америці, а у 1950 році об'їхав США з ансамблем оркестрових музикантів.
Останнім сезоном в творчій кар'єрі Тосканіні став сезон 1953—1954 років.
Помер 16 січня 1957 року у своєму будинку у Нью-Йорк, у районі Рівердейл. Його тіло було перевезено в Італію та поховано у Мілані на Монументальному кладовищі.